# Las Pelotas
Las Pelotas es un grupo musical de Argentina fundado en 1988, en la ciudad de Hurlingham, Buenos Aires tras la muerte de Luca Prodan, líder de Sumo, con una base formada por exintegrantes de ese grupo. En 1990 se establecen en Córdoba, pero poco después se mudan a Capital Federal donde actualmente residen.

## Historia

### La etapa post Sumo y el primer show (1987-1988)

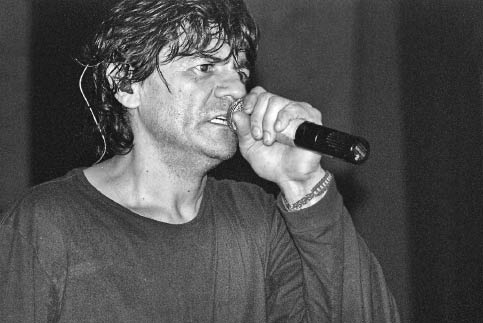
Alejandro Sokol (1960 - 2009), fue el vocalista de la banda desde 1988 hasta 2008.

Tras la muerte de Luca Prodan, cantante de Sumo, el 22 de diciembre de 1987, sus integrantes Ricardo Mollo, Diego Arnedo, Roberto Pettinatto, Alberto "Superman" Troglio y Germán Daffunchio deciden reflexionar acerca del futuro de la banda. Daffunchio y Timmy MacKern (productor de Sumo y amigo de Luca) vuelven a las sierras cordobesas y el resto de la banda se queda ensayando en una sala del Palomar. El 5 de marzo de 1988, ya sin Luca Prodan en escena, Sumo se presenta en el Chateau Rock, con Daffunchio, Mollo, Pettinato, Arnedo y Troglio.
Todos los integrantes vuelven a Buenos Aires, menos Germán Daffunchio, quien se queda junto con Timmy en Córdoba. 
Al poco tiempo Pettinatto se va a España y forma una banda llamada Pachuco Cadáver, Troglio decide no seguir ensayando en Palomar y Arnedo y Mollo forman Divididos. Para ese entonces Daffunchio llama a Troglio y este se va a Córdoba, donde comienzan a ensayar. Viajan nuevamente para Buenos Aires en busca de un cantante, y llaman a Alejandro Sokol, ex Sumo y amigo de Daffunchio, que tenía una banda en la cual cantaba y se llamaba Sokol. Los tres van a Córdoba y comienzan a sacar temas y a darle forma a su nueva banda.
Para completar la formación, llega a Willy Robles en el bajo, quien llegó hasta las sierras a dedo. El 5 de noviembre de 1988, la banda da su primer show en vivo, en el Dallas Pub, en el barrio porteño de Villa Luro (Juan B. Justo 8300).

### Los comienzos de la banda y el primer disco (1988-1991)
A principios de marzo de 1989 hay cambio de bajista, ingresa Guido Nisenson en reemplazo de Willy Robles y en mayo de ese mismo año se incorpora a la banda Tomás Sussmann como segunda guitarra, quien venía de una banda de reggae llamada Todos al obelisco y había sido compañero de trabajo de Daffunchio en Hurlingham.
Ese mismo año, el 5 de agosto, llegan por primera vez a Cemento y en ese recital hacen una pequeña reunión Sumo con Arnedo y Mollo en el escenario. Un año más tarde, en 1990 vuelven a cambiar de bajista y entra Marcelo Fink (exintegrante de Metrópoli). Con esa formación estable, Sokol en voz, Daffunchio y Sussmann en guitarras y Fink en bajo, graban en 1991 su primer disco llamado Corderos en la noche con grandes temas que luego serían hit de la banda como Sin hilo, Shine y Nunca me des la espalda.
La edición de este primer disco se dio a fines de ese mismo año en casetes y vinilos e hicieron una reedición en 1992 en compacts. 
Empezaron a tocar en vivo en Capital y presentaron sus primeros temas editados en dos shows en Cemento y Arlequines, con Beno Guelber en el bajo. Previamente había pasado Scasso quien estuvo poco tiempo en la banda, y se fue en mayo de 1992, reemplazando a Marcelo Fink en el bajo.
Hacia julio de 1992 la banda entraría en un periodo de transición ya que su cantante Alejandro Sokol había decidido no continuar con la banda porque no se sentía cómodo, no disfrutaba los shows, pero al final todo quedó en la nada, el cantante dio marcha atrás y la banda siguió su rumbo.

### El segundo disco y la llegada a Obras (1992-1994)
Durante 1992 se dedican a tocar y presentar temas nuevos. Deciden comenzar a grabar nuevamente, esto iba a ser para principios de 1993, pero Troglio y Beno deciden retirarse de la banda, este último un mes después que el baterista. El último show que dieron juntos fue en febrero de 1993 en Mar del Plata. El motivo del retiro de Troglio fue este quería más reggae y la banda no estaba dispuesta a ampliarse en el plano musical.
Durante el mes de febrero y junio de 1993 la banda hace un párate y deja de tocar porque no tenían ni bajista ni baterista. En su reemplazo ingresaron Gustavo Jove en batería, quien alguna vez había tocado con Fabiana Cantilo y Gabriela Martínez, conocida de Félix, sonidista de la banda en esa época. Esta bajista venía de una banda llamada Rey Tinto, que tocaba en reiteradas ocasiones como soporte de la banda en los shows de Arpegios.
Con la nueva formación siguen grabando y en abril de 1994 dan a luz a su segundo disco llamado Máscaras de sal con hits como Capitán América, Peces, Escaleras; entre otros grandes temas. Meses más tarde, el 4 de junio llegan al lugar deseado por toda banda, tocan en el Estadio Obras, para presentar el disco. Con un gran show, con más de 5000 personas y con gente afuera por falta de entradas, deciden volver a tocar en este estadio el 14 de octubre del mismo año.
Ese año fueron detenidos por tenencia de droga. El juez aplicó por primera vez la Probation y para sanear el error tuvieron que dar 4 recitales a beneficio. Dos de ellos en Arpegios a beneficio de una fundación de lucha contra la droga, el CENARESO, donde la recaudación de las entradas iba toda para la misma y otros dos shows, el último en enero de 1996 en la cárcel de mujeres de Ezeiza.

### Su tercer disco (1995-1997)
En 1995, en febrero fueron teloneros de The Rolling Stones en sus 5 shows que dieron en el Estadio de River Plate. La banda fue bien recibida por el público local que a pesar de esperar con ansias el show principal, aplaudió a la banda en el escenario.
Luego volvieron a Obras el 8 de abril y el 7 de julio, el primero de ellos en un recital memorable, con Andrea Prodan (hermano de Luca) como invitado, interpretando temas como Heroin y No tan distinto de Sumo y adelantando temas de su próxima producción.
Ese año siguieron tocando y se presentaron por el interior del país, tocaron en Mar del Plata, en Santa Rosa, General Pico, entre otros. A partir de ese año comenzaron a instalar en las sierras cordobesas su propio estudio. Allí un año más tarde grabarían su tercer disco, Amor seco, con temas como Cazador, Hola, que tal? y Combate. Para este disco se incorpora como músico estable Marcelo Gillespi Rodríguez en trompeta, quien ya estaba en la banda desde 1993 como invitado. 
Presentan el tercer disco en Obras el 20 de abril de 1996 y a fines de ese mismo año, el 7 de diciembre, vuelven a ese escenario para grabar su disco en vivo titulado La clave del éxito que saldría a la venta al año siguiente. 
Este disco cuenta con todos sus éxitos, con nuevas versiones de Shine y Sin hilo con temas como "Capitán América" y "Si supieras" y con 2 temas nuevos llamados "La cortina" y La clave del éxito.
El año de 1997 era un año muy especial, se cumplían diez años de la muerte de Luca Prodan y decidieron cruzar el charco e irse a tocar a Uruguay, junto a Divididos, en el Anfiteatro Municipal de verano de Montevideo, el Parque Rodó, los días 17 de mayo y 18 de mayo, en lo que podía ser o iba a ser una reunión "Sumo", para rendirle homenaje a Luca Prodan. Finalmente tocaron por separado y la reunión quedó trunca.
En ese mismo año, en un show en el Galpón, se suma como músico invitado Sebastián Schachtel en teclados.
Para ese mismo año el 12 de octubre tocan en la cancha de Ferro para las madres de Plaza de Mayo junto a bandas como La Renga, Los Piojos, Rata Blanca, entre otros, y cierran el año tocando gratis para las Abuelas de Plaza de Mayo, en la misma Plaza de Mayo.

### Sus últimos discos (1998-2005)

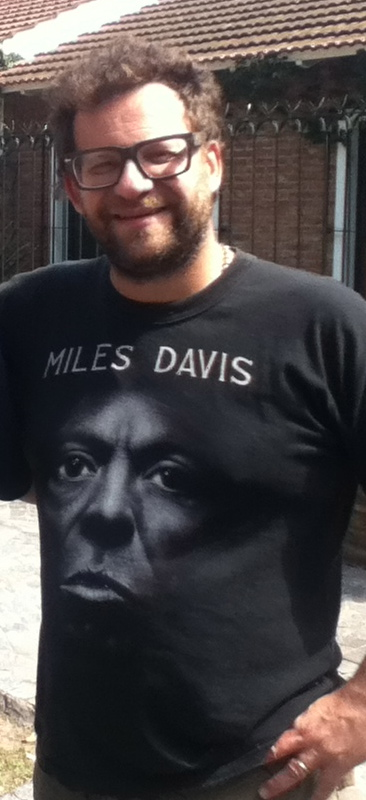
Gillespi, trompetista invitado de la banda.

El 23 de enero de 1998 abren tocando en el ciclo Buenos Aires Vivo, junto con Los Caballeros de la Quema, gratis, y en marzo y abril vuelven a ser teloneros de The Rolling Stones en el estadio de River, siendo así la única banda local que estuvo presente en las dos visitas que la banda británica brindó en Argentina. 
En junio de ese año sacan su quinto disco llamado Para qué?, el primer disco grabado íntegramente en su estudio de las sierras. Esté es un disco más "tranquilo" con temas como Saltando, Transparente y Para qué?. Para este disco utilizaron también algunas máquinas en temas como El día después.
Lo presentaron dos veces, la primera en julio en 2 shows en el marque y la segunda el 22 de agosto en Parque Sarmiento.
En este disco incluyeron el tema El peor que ya lo venían tocando en vivo desde su segunda presentación en Obras el 8 de abril de 1995, pero nunca había sido editado anteriormente. Además graba por primera vez Sebastián Schachtel, en teclados, como músico invitado.
Para ese momento Sebastián Schachtel ya era uno más del grupo. Este disco incluía temas como Generación @, El fantasma no muerde y con grandes temas como Solito vas, No me acompañes y La mirada del amo.
Este disco fue presentado en la discoteca Cemento con 3 shows en noviembre de 1999, pero tuvo su presentación oficial en el Estadio de Obras el 10 de junio del año 2000, donde hicieron un repaso por toda su historia y tocaron todos los temas de este nuevo disco, con Rubén Rada de invitado en la percusión. 
En febrero de 2000 hicieron un recital gratis para la municipalidad de Villa Carlos Paz y el 20 de mayo viajaron por primera vez a Chile. La banda fue bien recibida por el público trasandino y meses más tarde sacarían para ese país un disco recopilación con todos sus éxitos y con una gacetilla presentación de la banda.
También, luego de la presentación del disco en Obras, tuvieron dos presentaciones en Uruguay y siguieron tocando por el interior del país, Córdoba, Rosario, Río Cuarto, etc.
A fines de 2000 sacaron a la venta su séptimo disco, llamado Selección, que también es un disco recopilación, pero nada tiene que ver con el disco de Chile (exclusivo para ese país) contiene nuevas versiones de Bombachitas rosas y Corderos en la noche. Además una nueva regrabación en estudio de La cortina y también temas remasterizados como Nunca me des la espalda y Capitán América. 
Para febrero de 2001 se presentan en Córdoba, en el festival de Cosquín Rock, dando un show multitudinario al que asistieron 50.000 personas en dos noches.
A fines de ese año se presentaron en reiteradas ocasiones, y en noviembre hicieron una gira nacional que incluyó a Mendoza, Neuquén, Bariloche, Córdoba, Río Cuarto entre otros. También se iban a presentar en la provincia de San Luis pero este show se suspendió por el famoso corralito de Cavallo. Ya en el 2002 se vuelven a presentar en una nueva edición de Cosquín Rock, el 10 de febrero tocando la tercera noche, casi cerrando el show antes de Charly García. En marzo viajan por cuarta vez para tocar en Uruguay, esta vez en Montevideo.
En Córdoba, en su estudio llamado Los Ángeles se encargan de producir bandas, por allí ya pasaron La Covacha, La Chivilco, Cabeza de chola, entre otros. 
A modo de adelanto de Esperando el milagro (disco que llegaría en el 2003), editan Maxisimple a mediados del 2002. Efectivamente en 2003, presentan "Esperando el Milagro" y la banda se consolida masivamente. Uno de los hits del disco fue Será.
En febrero de 2005 lanzan Show, otro disco en vivo que fue grabado entre agosto de 2003 y julio de 2004 en el estadio Obras Sanitarias, la "Vieja Usina" de Córdoba Capital y "El Teatro" de Buenos Aires.

### 2006-2010:BastayDespierta
Nuevamente, en febrero de 2006, son invitados como banda soporte de los Rolling Stones en el estadio de River Plate, siendo así, la única banda argentina que teloneó a The Rolling Stones las primeras tres veces que visitaron la Argentina.
Hacia marzo de 2007, lanzan su nuevo disco Basta, y el 12 de abril de ese mismo año, se presentan en el Quilmes Rock 2007, donde para finalizar el festival, y después de 20 años, se reúnen como Sumo, junto a Diego Arnedo, Ricardo Mollo, Roberto Pettinato y Alberto "Superman" Troglio, para tocar 3 temas, «Crua chan», «Divididos por la felicidad» y «Debedé». 
Un año después de dicho reencuentro, también en el marco del festival del Quilmes Rock y sin declaraciones oficiales, se produjo la última presentación de la banda con Sokol como cantante. Al día siguiente, los rumores de ruptura se convirtieron en realidad.
La muerte de Alejandro Sokol en enero de 2009 sacudió el ambiente. El siguiente trabajo, Despierta, fue lógicamente dedicado al "amigo y compañero de todas las batallas". El material mezcla temas roqueros, reggaes y canciones íntimas con toques de Dream pop. Contó con la participación de Fernando Ruiz Díaz (Catupecu Machu) como invitado y, según palabras del propio Daffunchio 

"Es el resultado de la búsqueda del grupo, apunta al corazón, habla del despertar del alma. Es un disco vivo y espontáneo que apunta a la esencia. Fue un trabajo grupal, utilizando la emoción, elemento que resultó fundamental para llevarlo adelante".
Germán Daffunchio

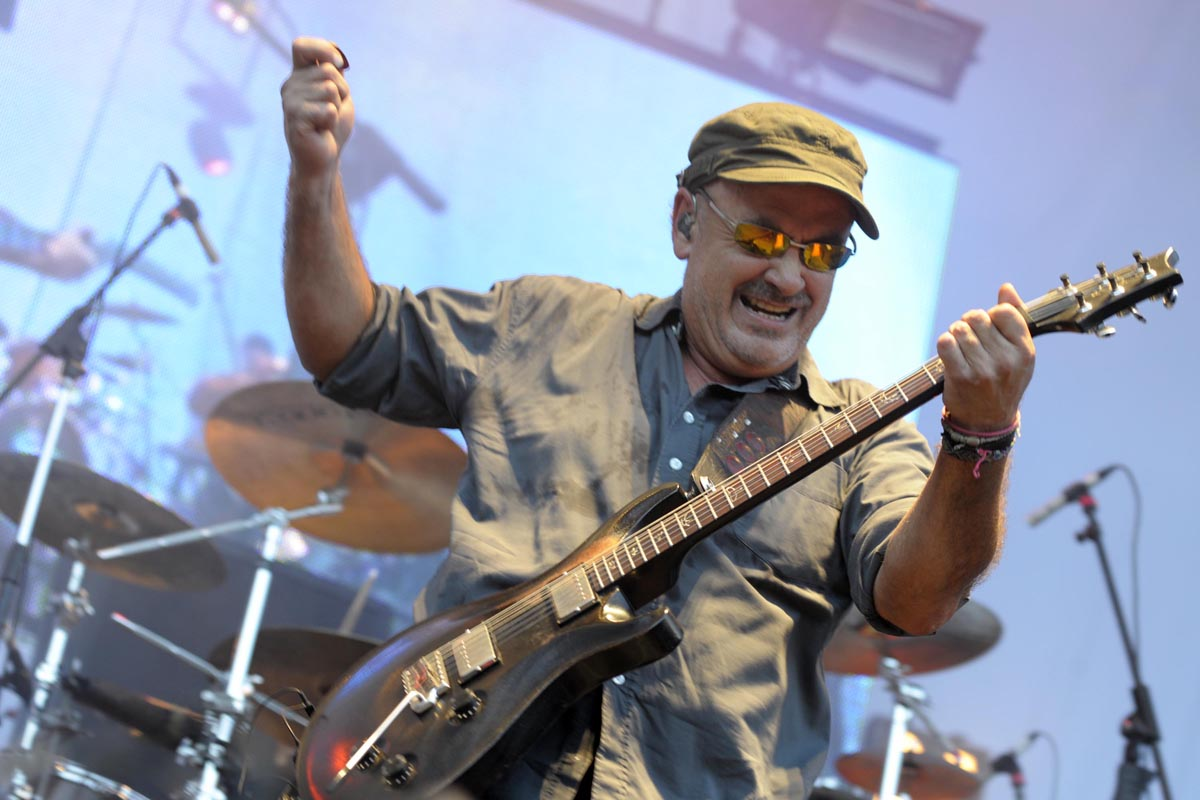
Germán Daffunchio, vocalista de la banda en el año 2012.

Fue editado junto a un DVD que documenta todo el proceso de grabación. En diciembre de ese mismo año fueron los teloneros de AC/DC en el estadio de River Plate los días 2, 4 y 6 junto con Héroes del Asfalto. 

### 2011-2015:Vivo,Cerca de las Nubesy5x5
En marzo del 2011, lanzaron Vivo, un álbum en vivo presentado en el Estadio Luna Park con todas las entradas agotadas. En 2012 sacan Cerca de las nubes, su segundo trabajo sin Sokol, grabado en su estudio propio en Nono, provincia de Córdoba.
En 2013 la banda se volvió a presentar nuevamente en el Estadio Luna Park para presentar Cerca de las nubes. En ese show también repasaron clásicos del grupo. También hicieron shows en lo largo del país presentándose en eventos como Puerto Rock, Cosquín Rock, entre otros.

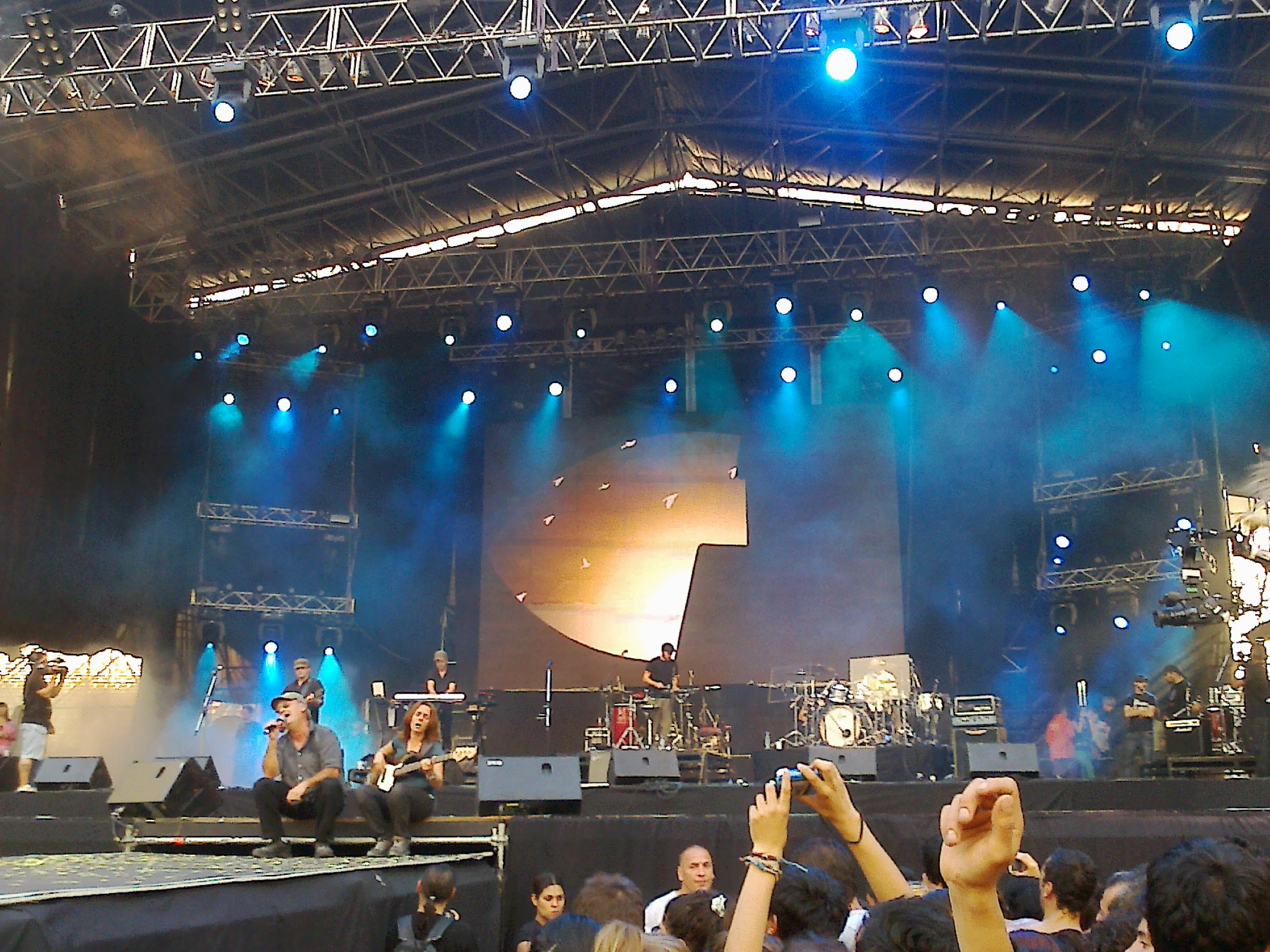
Las Pelotas en el Estadio Ciudad de La Plata. 14 de octubre de 2013.

En 2014 sacan su cuarto disco en vivo, 5x5, grabado en el Estadio Malvinas Argentinas frente a 8000 espectadores con invitados como Andrea Prodan, Raly Barrionuevo, Gillespi, Fernando Ruiz Díaz y Emiliano Brancciari. 
En octubre de 2015 se da a conocer la canción El amor hace falta, adelanto de su siguiente disco de estudio, que luego saldría a la venta en marzo de 2016: Brindando por nada, previa difusión, en febrero, del segundo corte Víctimas del cielo.

### 2016-presente:Brindando por nadayEs así
En 2020 editan y publican su undécimo disco en estudio titulado Es así, su primer corte es la canción Nadie fue editada a finales de 2019.
El 7 de agosto de 2022, la banda presentó Es así en el Estadio Luna Park, frente a más de ocho mil personas. En octubre de ese mismo año la banda se presentó en el Festival Bandera de Rosario frente a más de 20 mil personas. En noviembre se presentarán en el Estadio Obras Sanitarias para despedir lo que fue un año de regreso a shows multitudinarios. Mientras que en 2023 volverán a formar parte de la grilla principal de Cosquín Rock.

## Miembros actuales
- Germán Daffunchio - voz, guitarra (1988-presente)
- Tomás Sussmann - guitarra (1989-presente)
- Gabriela Martínez - bajo (1993-presente)
- Gustavo Jove - batería (1993-presente)
- Sebastián Schachtel - teclados (1997-presente)
- Alejandro Gómez Ferrero - vientos, percusión (2003-presente)
- Gaspar Daffunchio - guitarra (2022-presente)

### Miembros anteriores
- Alejandro Sokol † - voz y guitarra ocasional (1988-2008)
- Alberto Troglio - batería (1988-1993)
- Willy Robles - bajo (1988-1989)
- Guido Nisenson - bajo (1989-1990)
- Marcelo Fink - bajo (1990-1992)
- Marcelo Scasso - bajo (1992)
- Beno Guelbert - bajo (1992-1993)
- Hernando Flores - vientos, percusión (1992-1994)
- Gustavo Kupinski † - guitarra (2010-2011)

## Discografía
Álbumes de estudio
- Corderos en la noche (1991)
- Máscaras de sal (1994)
- Amor seco (1995)
- Para qué? (1998)
- Todo por un polvo (1999)
- Esperando el milagro (2003)
- Basta (2007)
- Despierta (2009)
- Cerca de las nubes (2012)
- Brindando por nada (2016)
- Es así (2020)
- Versiones desde casa (2021)

Álbumes en vivo
- 1997: La clave del éxito
- 2005: Show
- 2011: Vivo
- 2014: 5x5

EPs y maxis
- 2002: Maxisimple

Álbumes recopilatorios
- 2000: Selección

## Premios
- Premio Konex 2005: Grupo de Rock[11]
- Premio Konex 2015: Grupo de Rock